# 河西俊雄
河西 俊雄（かわにし としお、1920年4月25日 - 2007年6月25日）は、兵庫県姫路市出身のプロ野球選手（外野手、内野手）・コーチ・スカウト。

## 来歴
明石中学校（旧制）から明治大学を経て、1946年にグレートリングに入団。入団初年度の1946年は86試合に出場し39盗塁を記録し盗塁王を獲得、7月15日の対ゴールドスター戦ではNPB史上初の1試合6安打を記録。新人の盗塁王はこのあと2001年に赤星憲広（盗塁は河西と同じ39）が記録するまでは唯一で、2021年シーズン終了時点でも近本光司(2019年)・中野拓夢(2021年)を含めた4人しかいない。また、同年はリーグ最多犠打も記録している。1947年は、107試合に出場し53盗塁で2年連続で盗塁王を獲得した。1948年は自己最多の138試合に出場し、当時の日本記録となる66盗塁で3年連続の盗塁王を獲得している。1949年も100試合に出場したが、盗塁数は23に留まり盗塁王にはなれなかった。
1950年に大阪タイガースに移籍。移籍初年度の1950年はレギュラーとして113試合に出場し、盗塁数は前年と同数の23を記録した。1951年からは、渡辺博之が外野手に定着したことから主に二塁手を守る。同年もレギュラーとして出場。リーグ最多犠打を記録している。1952年も二塁手として出場することが多かったが、出場試合数は98試合と6年ぶりに二桁になった。1953年から二軍コーチを兼任することとなり、一軍の出場試合数はわずか8試合となった。1954年は二軍（1954年から1956年まで阪神ジャガース）の助監督を兼任し、一軍での試合出場はなかった。1955年から、二軍監督を兼任した。同年は、2年ぶりに一軍出場を記録したが7試合の出場に留まり、同年を持って現役を引退した。1956年まで二軍監督を務め、1957年は二軍コーチを務めた。1958年からスカウトに転身。スカウトに転身して最初に担当したのは、中京商高の本間勝と柳井高の遠井吾郎。1961年は、関西大の藤井栄治を担当している。1962年に一年のみコーチを務めるが、その後はまたスカウトで、藤田平・江夏豊・山本和行・掛布雅之といった大物選手の担当を務めた。1976年に退職。
1977年から近鉄バファローズのスカウト部長に就任し、大石大二郎・金村義明・小野和義・阿波野秀幸・赤堀元之・野茂英雄・中村紀洋・高村祐・吉井理人・加藤哲郎らを担当した。1995年に福留孝介を入団させることができなかったことからスカウトを引退した。自宅が阪神甲子園球場から徒歩5分程度の位置にあり、スカウト引退後も高校野球（春の甲子園・夏の甲子園）観戦に足しげく通っていた。また、サンケイスポーツで、『河西俊雄のええ子おるで』を連載していた。
2007年6月25日、慢性腎不全のため死去。満87歳没。

## 選手としての特徴・人物
身長164cm、体重56kgとプロ野球選手としてはかなり小柄だったが、最多盗塁を3度記録するなど俊足が持ち味だった。通算771試合の出場で、223個の盗塁を記録している。その一方打撃は非力で、俊足でありながら長打は少なく、打率も.250から.275程度であった。しかしながら、シーズン最多犠打を2回記録するなど、小技を絡めることのできる曲者として活躍した。また、三振が非常に少なく、自己最多の三振数でさえ1948年の18である。同年は504打数を記録しており、三振率は28であった。通算では2524打数でありながら79三振しか喫しておらず、三振率は31.9である。
日本プロ野球界最高スカウトの一人として名高い人物であり、『性格の強い選手。馬力のある選手』をスカウティングの極意としていた。

## 詳細情報

### 年度別打撃成績
| 年 度     | 球 団               | 試 合 | 打 席 | 打 数 | 得 点 | 安 打 | 二 塁 打 | 三 塁 打 | 本 塁 打 | 塁 打 | 打 点 | 盗 塁 | 盗 塁 死 | 犠 打 | 犠 飛 | 四 球 | 敬 遠 | 死 球 | 三 振 | 併 殺 打 | 打 率 | 出 塁 率 | 長 打 率 | O P S |
| --------- | ------------------- | ----- | ----- | ----- | ----- | ----- | -------- | -------- | -------- | ----- | ----- | ----- | -------- | ----- | ----- | ----- | ----- | ----- | ----- | -------- | ----- | -------- | -------- | ----- |
| 1946      | グレートリング 南海 | 86    | 397   | 330   | 77    | 94    | 12       | 2        | 2        | 116   | 23    | 39    | 8        | 15    | --    | 51    | --    | 1     | 12    | --       | .285  | .382     | .352     | .734  |
| 1947      | グレートリング 南海 | 107   | 478   | 424   | 61    | 86    | 9        | 1        | 2        | 103   | 18    | 53    | 21       | 15    | --    | 39    | --    | 0     | 16    | --       | .203  | .270     | .243     | .513  |
| 1948      | グレートリング 南海 | 138   | 559   | 504   | 70    | 131   | 12       | 2        | 1        | 150   | 33    | 66    | 14       | 16    | --    | 38    | --    | 1     | 18    | --       | .260  | .313     | .298     | .611  |
| 1949      | グレートリング 南海 | 100   | 313   | 280   | 48    | 71    | 8        | 4        | 4        | 99    | 25    | 23    | 7        | 5     | --    | 28    | --    | 0     | 7     | --       | .254  | .321     | .354     | .675  |
| 1950      | 大阪                | 113   | 394   | 351   | 58    | 97    | 16       | 2        | 1        | 120   | 30    | 23    | 5        | 14    | --    | 29    | --    | 0     | 11    | 6        | .276  | .332     | .342     | .673  |
| 1951      | 大阪                | 114   | 450   | 385   | 52    | 103   | 15       | 1        | 1        | 123   | 30    | 18    | 5        | 30    | --    | 35    | --    | 0     | 10    | 10       | .268  | .329     | .319     | .648  |
| 1952      | 大阪                | 98    | 260   | 229   | 34    | 63    | 7        | 2        | 0        | 74    | 18    | 10    | 1        | 12    | --    | 19    | --    | 0     | 5     | 4        | .275  | .331     | .323     | .654  |
| 1953      | 大阪                | 8     | 12    | 12    | 1     | 5     | 0        | 0        | 0        | 5     | 4     | 1     | 0        | 0     | --    | 0     | --    | 0     | 0     | 0        | .417  | .417     | .417     | .833  |
| 1955      | 大阪                | 7     | 12    | 9     | 1     | 2     | 1        | 0        | 0        | 3     | 2     | 0     | 0        | 3     | 0     | 0     | 0     | 0     | 0     | 0        | .222  | .222     | .333     | .556  |
| 通算：9年 | 通算：9年           | 771   | 2875  | 2524  | 402   | 652   | 80       | 14       | 11       | 793   | 183   | 233   | 61       | 110   | 0     | 239   | 0     | 2     | 79    | 20       | .258  | .323     | .314     | .637  |

- 各年度の太字はリーグ最高
- グレートリングは、1947年途中に南海（南海ホークス）に球団名を変更

### タイトル
- 盗塁王：3回（1946年 - 1948年）

### 記録
- 1試合6盗塁：1946年7月15日
- 1試合6安打：1946年7月15日、対ゴールドスター戦 ※史上初[7]

### 背番号
- 27（1946年 - 1949年）
- 18（1950年 - 1952年）
- 31（1953年 - 1957年）
- 60（1962年）